# U (слово латинице)
U је двадесетпрво слово латинице, двадесетседмо слово српске латинице. Може такође бити:
- Означава стражњи високи самогласник. Уз локатив слово У означава место, а уз акузатив означава циљ.
- Ознака за уран у хемији.
- Мерна јединица за атомску масу у хемији и физици.

## Историја
Слово U је почело као фенички Waw и грчко Upsilon, да би се кроз векове развило у U какво данас познајемо.
| Прото семитска U | Феничко Waw | Грчко Upsilon | Етрушћанско V | Римско курзив U | Римско U |
| ---------------- | ----------- | ------------- | ------------- | --------------- | -------- |
| Прото семитска U | Феничко Waw | Грчко Upsilon | Етрушћанско V | Римско V        | Римско U |

| Велико писано U | Старо Турско U | Латинично италик U | Сигнално наутичко U - ICS Uniform | Брајева абецеда U | Абецеда глувонемих U |
| --------------- | -------------- | ------------------ | --------------------------------- | ----------------- | -------------------- |
| Велико писано U | Старо Турско U | Латинично U        | Сигнално наутичко U               | Брајева абецеда U | Абецеда глувонемих U |